# Parafia Matki Bożej Częstochowskiej w Garwolinie
Parafia Matki Boskiej Częstochowskiej w Garwolinie – parafia rzymskokatolicka w Garwolinie.
Parafia erygowana 15 sierpnia 1991. Obecny kościół parafialny wybudowany w latach 1995–2002 według projektu inżyniera architekta Zbigniewa Sekuły i inżyniera architekta Andrzeja Bakiery, dzięki ofiarności parafian i staraniom proboszcza księdza kanonika Bogdana Krawczyka. Konsekrowany 29 czerwca 2002 przez ks. kard. Józefa Glempa – prymasa Polski. Mieści się przy ulicy II Armii Wojska Polskiego.
Nazwa parafii jest związana z kultem Matki Boskiej Częstochowskiej.
Terytorium parafii obejmuje również sąsiednie miejscowości: Ewelin, Hutę Garwolińską, Parcele Rębków, Rębków oraz Wolę Rębkowską.